# گوستاو کارل ویلهلم هرمان کارستن
گوستاو کارل ویلهلم هرمان کارستن  (به انگلیسی: Gustav Karl Wlihelm Herman Karsten؛ زادهٔ ۶ نوامبر ۱۸۱۷ – درگذشتهٔ ۱۰ ژوئیهٔ ۱۹۰۸) گیاه‌شناس و زمین‌شناس اهل آلمان بود.

## زندگی
وی که در اشترالزونت، آلمان متولد شد، از سال ۱۸۵۶ تا ۱۸۶۸ میلادی، استاد دانشکده کشاورزی در برلین بود. پس از آن به عنوان استاد فیزیولوژی گیاهان در دانشگاه وین خدمت کرد. وی در سال ۱۹۰۸، در برلین، آلمان درگذشت.